# NGC 7328
NGC 7328 é uma galáxia espiral (Sab) localizada na direcção da constelação de Pegasus. Possui uma declinação de +10° 31' 54" e uma ascensão recta de 22 horas, 37 minutos e 29,2 segundos.
A galáxia NGC 7328 foi descoberta em 12 de Outubro de 1825 por John Herschel.